# Кріс Метцен
Крістофер Вінсент Метцен (англ. Christopher Vincent Metzen; нар. 22 листопада 1973) — американський ігровий дизайнер, художник, актор озвучування та автор, відомий своєю роботою над створенням вигаданих всесвітів і сценаріїв для трьох головних медіафраншиз Blizzard Entertainment: «Warcraft», «Diablo» та «StarCraft». На початку співпраці в Blizzard Entertainment Метцен був аніматором і художником. Його першою роботою для компанії була відеогра «Justice League Task Force».
Метцен був старшим віцепрезидентом із розвитку історії та франчайзингу в Blizzard Entertainment, а також допомагав проєктам компанії озвученням ряду персонажів, зокрема орка Тралла, а також брав участь у художньому дизайні персонажів. Метцен кинув роботу у вересні 2016 року, щоб більше часу проводити з родиною.
Метцен у співавторстві з письменником Флінтом Діллом і художником Лівіо Рамонделлі створив графічний роман «Трансформери: Автократія» та «Трансформери: Монстр».

## Кар'єра
Метцен розпочав свою кар'єру в галузі дизайну після подання заявки в Blizzard Entertainment, тоді відому як Chaos Studios, за рекомендацією друга, який бачив його роботи. Його швидко прийняли на роботу, хоча Метцен стверджує, що на той час він не знав, чим займається Blizzard Entertainment, припускаючи, що це студія графічного дизайну, а не розробник відеоігор.
Першою роботою Метцена для компанії була гра «Justice League Task Force», у якій він створив художнє оформлення та анімацію персонажів. Приблизно в той же час Метцен зробив свій внесок у «Warcraft: Orcs & Humans» 1994 року, працюючи над художнім оформленням, ілюстраціями та документацією до гри. Поступово відеоігри від Blizzard Entertainment все частіше доповнювались дизайном, ілюстраціями та концепт-артом Метцена. Роль Метцена в розробці пізніших ігор серії «Warcraft» значно зросла з прєктом «Warcraft II: Tides of Darkness» 1995 року. У ньому у нього з'явилась можливість працювати над вигаданим всесвітом, заснованим на фентезі, на додаток до розробки різноманітних сценаріїв і місій.
У 1996 році Blizzard Entertainment запустила свою другу велику рольову гру «Diablo». Вигаданий всесвіт Diablo був створений Девідом Бревіком, Метценом і його колегою дизайнером Біллом Ропером, Метцен також озвучив кількох персонажів гри. Інколи Метцен озвучував пізніші відеоігри. У 1998 році він став головним дизайнером науково-фантастичної стратегічної гри «StarCraft». Разом із Джеймсом Фінні Метцен створив розширену історію та сценарій гри, а також організував кастинг для озвучування гри. У 1999 році Метцен разом зі співробітником Blizzard Entertainment Семом Муром написав оповідання про всесвіт «StarCraft». Його надрукували під назвою «Откровення» у весняному випуску «Емейзін сторіз» з обкладинкою Семвайза Дідьє. У 2000 році відбувся реліз «Diablo II», Метцен працював над її історією, сценарієм та оформленням. У 2001 році він опублікував роман про всесвіт «Warcraft» під назвою «WarCraft: Кров'ю і честю».
З 2002 року, починаючи з «Warcraft III: Reign of Chaos» Метцен обіймав посаду креативного директора, виконуючи цю роль у всіх пізніших відеоіграх Blizzard, забезпечив сюжетну концепцію та сценарій гри. Робота Метцена над багатокористувацькою онлайновою рольовою грою «World of Warcraft» 2004 року не була такою великою, порівняно з попередніми, але він продовжував писати сценарії, займатися оформленням й озвучуванням.
На початку 2005 року Метцен оголосив, що працює над серією графічних романів «Солдат: 76» незалежно від Blizzard Entertainment. Події розгортаються під час другої громадянської війни в Америці у 2010 році, на фоні якої зростають внутрішні та глобальні терористичні загрози та посилення влади федерального уряду США порівняно з місцевими урядами штатів. Метцен написав сценарій, а бразильський художник Макс Велаті відповідав за ілюстрації та малюнки книги. Солдат: 76 з'явився як персонаж гри «Overwatch» 2016 року.
Кріс Метцен об'єднався з автором Флінтом Діллом і художником Лівіо Рамонделлі для створення серії цифрових коміксів «Трансформери: Автократія». Комікс складається з 12 частин і виходив раз на два тижні. У 2012 році його надрукувало видавництво IDW Publishing. Серія присвячена дням перед Першою світовою війною. Події відбуваються після «Трансформерів: Сходження Мегатрона» і представляють десептиконів як усталену силу, яка сіє незгоду на Кібертроні переважно через терористичні дії. Серія присвячена Оріону Паксу, командиру автоботів, якому доручено викорінити ці осередки. «Трансформери: Автократія» вийшла в паперовій обкладинці у липні 2012 року з бонусним розділом, автором якого є Метцен. У 2013 та 2014 роках були опубліковані «Трансформери: Монстр» та «Трансформери: Першість» відповідно.
Метцен з'явився у фільмі «Warcraft: Початок» 2016 року в епізодичній ролі продавця парфумів у тюрбані у Штормвінді. 12 вересня 2016 року Метцен оголосив, що йде з Blizzard Entertainment після майже двадцяти трьох років роботи в компанії. У листопаді 2018 року він з'явився на Blizzcon у частині запитання та відповіді про «World of Warcraft» Кріс поцікавився поверненням «справжнього вождя Орди». Афрасіабі відповів, що якщо з'явиться вакансія «вождя Орди», він (Афрасіабі) зателефонує Метцену. Він з'явився у ролі Тралла у короткометражній стрічці 2019 року «Тиха гавань». Метцен займався озвученням Тралла у «World of Warcraft: Battle for Azeroth» та «World of Warcraft: Shadowlands». Метцен озвучив Короля Драконів Авізандума в третьому сезоні мультсеріалу Netflix «Принц Драконів».

## Особисте життя та творчий вплив
Вперше він почав створювати комікси у віці дванадцяти років, але зацікавився малюванням десь у шість. Як фанат «Dungeons & Dragons», Метцен називає серію романів «Dragonlance» та «Зоряні війни» основним джерелом натхнення для своїх творів у жанрі фентезі та наукової фантастики. Читаючи комікси Волта Сімонсона та Кіта Паркінсона Метцен черпав ідеї для створення своїх світів і фантастичних істот.
Він говорить, що на його художній стиль "значно вплинули роботи олівцем Волта Сімонсона та Джима Лі, а на «костюми, теми та емоції — фантастичні картини Ларрі Елмора та Кіта Паркінсона».

## Озвучування ролей

### Відеоігри
- «Diablo» — Леорік
- «StarCraft» — морський піхотинець, бойовий крейсер, привид
- «Warcraft III: Reign of Chaos» — Тралл
- «Warcraft III: The Frozen Throne» — Тралл, Вол'джин
- «World of Warcraft» — Тралл, Вол'джин, Орки, Нефаріан, Рагнарос, Хаккар Винищувач душ
- «World of Warcraft: The Burning Crusade» — Тралл, Вол'джин
- «World of Warcraft: Wrath of the Lich King» — Тралл, Вол'джін, Варіан Рінн, Смертеносний Саурфанг/Дранош Саурфанг, Бронджам
- «StarCraft II: Wings of Liberty» — морський піхотинець, бойовий крейсер, морський піхотинець Таурен
- «World of Warcraft: Cataclysm» — Тралл, Вол'джін, Варіан Рінн, Нефаріан, Рагнарос, Хаккар Винищувач душ
- «World of Warcraft: Mists of Pandaria» — Тралл, Арканітал Марака, Капітан Халу'кал, Налак Повелитель Бурі, Бог війни Джалак
- «StarCraft II: Heart of the Swarm» — морський піхотинець, бойовий крейсер
- «Hearthstone» — Тралл, різні міньйони
- «World of Warcraft: Warlords of Draenor» — Тралл, Варіан Рінн
- «Heroes of the Storm» — Тралл, Варіан Рінн, Імперіус
- «StarCraft II: Legacy of the Void» — морський піхотинець, бойовий крейсер
- «World of Warcraft: Legion» — Тралл, Варіан Рінн, Герцог Гідраксіс
- «Overwatch» — Бастіон
- «World of Warcraft: Battle for Azeroth» — Тралл
- «World of Warcraft: Shadowlands» — Тралл, Варіан Рінн
- «Warcraft III: Reforged» — Тралл, Вол'джин

### Телебачення
- «Принц Драконів» — Грім / Авізандум
- «Меч завдає удар мисливцю на монстрів: Око долі» — лікар Дум